# Reagens

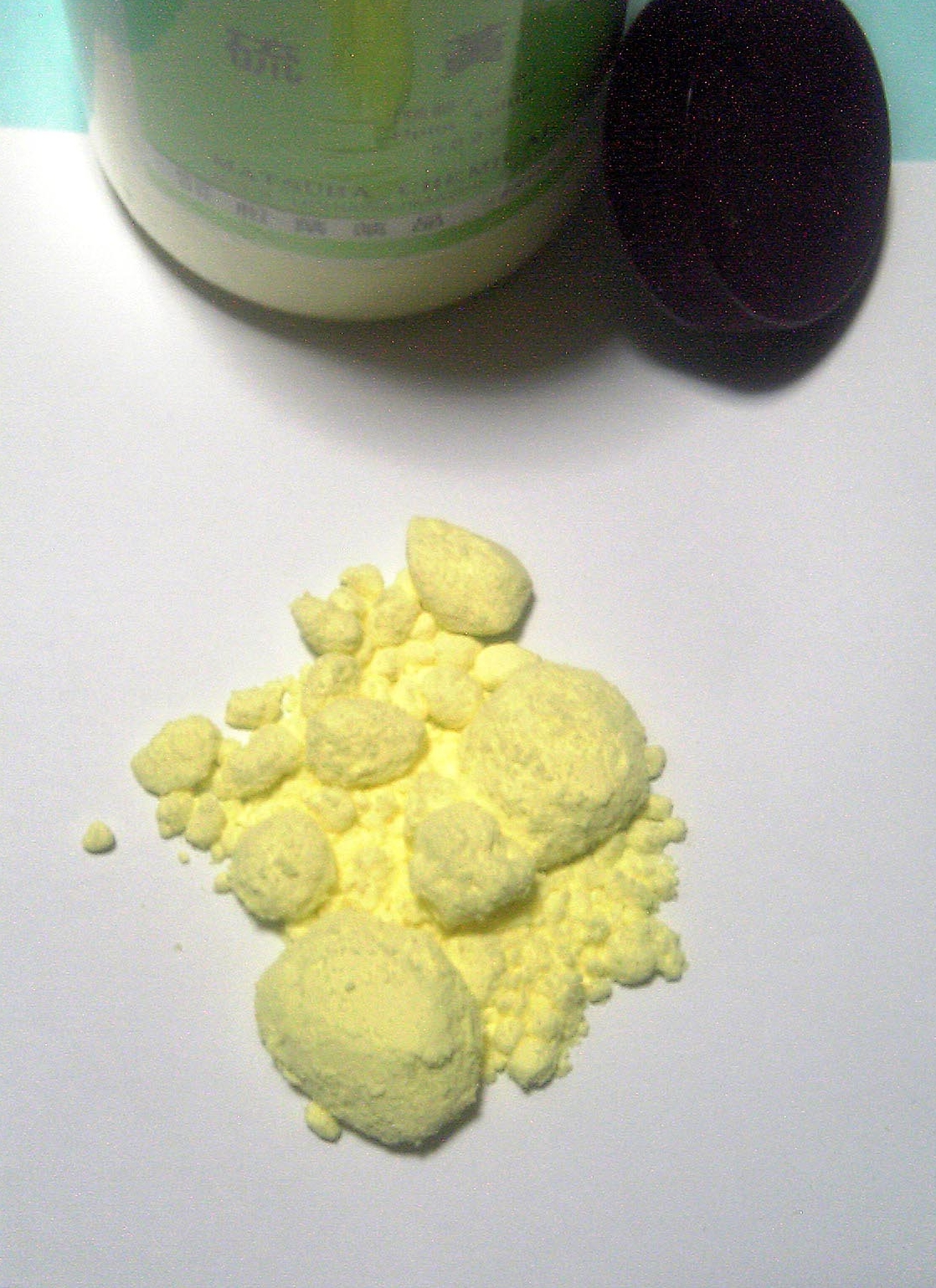
A reagensek, mint a képen látható kén is, a kémiai reakciókban használt kiindulási anyagok

A reagens olyan anyag vagy vegyület, melyet egy rendszerhez kémiai reakció létrehozása céljából vagy azért adnak, hogy megállapítsák, történik-e reakció. Bár a reaktáns és reagens kifejezéseket gyakran szinonimaként használják, a reaktáns pontosabban azt az anyagot jelöli, melynek mennyisége a kémiai reakció során csökken. Az oldószereket, bár a reakcióban részt vesznek, általában nem sorolják ezek közé.
A szerves kémiában a reagensek olyan szervetlen vagy kis molekulájú szerves molekulájú vegyületek vagy keverékek, melyek a szerves szubsztrátumon végbemenő átalakításra hatnak. Szerves kémiai reagensre példa a Collins-reagens, a Fenton-reagens vagy a Grignard-reagens. Léteznek analitikai reagensek is, ezeket más anyagok jelenlétének kimutatására használják. Ilyen például a Fehling-reagens, a Millon-reagens vagy a Tollens-reagens.
A kifejezés más értelmű, vegyszerek készítésénél vagy vásárlásánál történő használata a reagens minőségű kifejezés, mely kémiai analízis, reakció vagy fizikai vizsgálat végzéséhez kellő tisztaságú anyagot jelent. A reagensek tisztasági szabványait különböző szervezetek írják elő. A reagens minőségű vízben például csak nagyon kis mennyiségű szennyezés – például nátrium- és kloridion, szilícium-dioxid és baktériumok – jelenléte van megengedve, elektromos ellenállásának pedig nagyon nagynak kell lennie.

## Fordítás
Ez a szócikk részben vagy egészben  a   Reagent című angol Wikipédia-szócikk ezen változatának fordításán alapul.  Az eredeti cikk szerkesztőit annak laptörténete sorolja fel. Ez a jelzés csupán a megfogalmazás eredetét és a szerzői jogokat jelzi, nem szolgál a cikkben szereplő információk forrásmegjelöléseként.